# Jedliny
Jedliny je přírodní rezervace v oblasti TANAP.
Nachází se v katastrálním území obce Vysoké Tatry v okrese Poprad v Prešovském kraji. Území bylo vyhlášeno či novelizováno v roce 1991 na rozloze 32,89 ha. Ochranné pásmo nebylo stanoveno.